# Oddělení (geologie)
Oddělení (mezinárodně series) je v historické geologii Země časovou jednotkou chronostratigrafie. Ta odpovídá v geochronologickém rozdělení historie Země jednotce epocha. Termíny se často používají nesprávně jako synonyma, ačkoli jsou poněkud odlišné. Časová jednotka „oddělení“ nebo „epocha“ obvykle zahrnuje období několika milionů až desítek milionů let.

## Definice
Oddělení je nejbližší vyšší chronostratigrafická jednotka nad stupněm, který je ve chronostratigrafii nejnižší jednotkou. Pomyslné hranice jednotky „oddělení“ jsou jako u jiných jednotek chronostratigrafie datovány relativně. To znamená v kontextu ostatních chronostratigrafických sérií a útvarů a jsou konkrétně vázány na horninová tělesa. Pro všechny hranice chronostratigrafie má být určen stratotyp, čili GSSP (Global Stratotype Section and Point). Absolutní věk a časový rozsah chronostratigrafické série není v této definici zahrnut. Časový úsek, který v geochronologii odpovídá oddělení (serie), se nazývá epocha. Absolutní stáří v terénu zjištěných hranic se však může vlivem nepřesností při jeho určování ještě stále měnit. Mezinárodně používané chronostratigrafické série jsou definovány a ratifikovány Mezinárodní komisí pro stratigrafii, ICS.

### Rozdělení
Ve výjimečných případech může sérii představovat jen jeden jediný stupeň, jako například přídolí (pridolium) je stupeň i série. Většinou však série obsahuje stupňů více. Ve chronostratigrafii je hierarchickou jednotkou nad sérií systém. V geochronologii leží epocha pod periodou.

### Pojmenování
Názvy sérií se odvozují buď od názvů útvarů jejichž části reprezentují (např. střední devon, svrchní křída). Někdy ale mají vlastní názvy (například llandovery, wenlock a ludlow v siluru). Ty byly původně definovány jako stupně a teprve později byly přesunuty do série. V češtině jsou názvy oddělení bez přípon. Pojem „série“ je v geologii trochu problematický, protože ve starší literatuře se tento název používal také k označování litostratigrafických jednotek nebo i jednotek v hierarchické pozici stupeň. Termín je též někdy mylně kombinován s názvy systémů (např. křídová série). Takovým názvům a kombinacím je třeba se v budoucnu vyhnout. Ve starší literatuře se také objevuje termín oddělení pro označení série. Ani tento termín by už dnes neměl být používán. V Česku však byl Českou stratigrafickou komisí název oddělení ponechán.
V geochronologii jsou názvy epoch obvykle kombinovány s názvem období s přívlastkem z přídavných jmen „spodní“ a „svrchní“ (např. spodní křída).